# Citroën Hypnos
Citroën Hypnos — концепт-кар, представленный компанией Citroën на Парижском автосалоне в 2008 году. Это гибридный кроссовер с дизельным двигателем для привода передних колёс и электромотором для задних. Наиболее отличительные черты автомобиля — интерьер с радужными контрастными сиденьями и система, которая анализирует лицо водителя, чтобы оценить его эмоциональное состояние и подобрать освещение салона и запах.
Концепт-кар Hypnos стал одной из самых ярких звёздочек Парижского автошоу. Люди, точно и в самом деле загипнотизированные, любовались радужными переливами цветов его салона. Это многоцветье обладает терапевтическим эффектом: видеокамера передаёт изображение лица водителя компьютеру, который анализирует эмоциональное состояние человека и корректирует цветовую гамму и даже запах в автомобиле. Сиденья на первый взгляд неуютны: их поверхность состоит из граней и призм, как смятая бумага. Оказывается, эти призмы, сдуваясь и наполняясь, массируют спины пассажиров. Яркий интерьер смотрится особенно эффектно на фоне неброского серого кузова. Но если салон носит явно концептуальный характер, то в экстерьере, особенно в передней части, прослеживаются черты облика будущих автомобилей Citroen. Ещё более интересна с точки зрения реальных планов французской компании начинка Hypnos: это гибридная трансмиссия HYmotion4, включающая 200-сильный дизель для привода передних колёс и 50-сильный электромотор для задних.